# Я, робот
«Я, робот» (англ. I, Robot) — сборник научно-фантастических рассказов Айзека Азимова, опубликованный в 1950 году американским издательством Gnome Press и оказавший большое влияние на современную научно-фантастическую литературу. В данном сборнике впервые были сформулированы Три закона роботехники.
Неоднократно переиздавался и переводился на многие языки. Впервые переведён на русский язык и издан в 1964 году (переводчик Алексей Иорданский), за исключением рассказов «Выход из положения» и «Разрешимое противоречие», которые переведены позднее.

## Рассказы
- Предисловие от лица Сьюзен Келвин (Introduction, 1950);
- «Робби» (Robbie, 1940);
- «Хоровод» (Runaround, 1942);
- «Логика» (Reason, 1941);
- «Как поймать кролика» (Catch that Rabbit, 1944);
- «Лжец!» (Liar!, 1941);
- «Как потерялся робот» (Little lost robot, 1947);
- «Выход из положения» (Escape!, 1945);
- «Улики» (Evidence, 1946);
- «Разрешимое противоречие» (The Evitable conflict, 1950)[1].

## История публикации
К началу 1949 года у Айзека Азимова накопилось достаточно материала для издания отдельного сборника о роботах. В марте 1949 года он начал отбирать рассказы и придумал общую идею. Тогда у Азимова родилось рабочее название цикла Mind and Iron («Разум и Железо»). Марти Гринберг из издательства Gnome Press, готовивший издание сборника, предложил позаимствовать название рассказа американского фантаста Эндо Биндера I, Robot (1939), который по смыслу не был связан с произведениями Азимова.
Рассказы о роботах и роботехнике, концепция «законов» приобрели большую популярность и стали основой для целой последующей серии произведений Азимова, включающей романы «Стальные пещеры», «Обнажённое солнце», «Роботы зари», «Роботы и Империя» и рассказы, включённые в более поздние сборники.

## Содержание
Повествование сборника построено в форме интервью с доктором Сьюзен Келвин в 2057 году, в котором она делится воспоминаниями о своей работе на должности штатного робопсихолога мирового лидера в производстве позитронных роботов корпорации U.S. Robots and Mechanical Men, Inc.
Общая идея, объединяющая рассказы сборника, это разрешение проблем, связанных с роботами, которые можно отнести к столкновению железной логики законов робототехники и человеческого фактора.
Помимо Сьюзен, общими для цикла героями являются:
- Грегори Пауэлл и Майк Донован — инженеры, которые на местах разбираются с некорректным функционированием роботов у клиентов компании «U.S. Robots…»;
- доктор Альфред Лэннинг — научный руководитель компании «U.S. Robots…»;
- Питер Богерт — главный математик компании «U.S. Robots…»;
- Стивен Байерли — политик; вероятно, робот, удачно притворяющийся человеком.

Время действия: первая половина XXI века.
Во вселенной роботов незадолго до рождения Сьюзен Келвин (1982 год) закончилась мировая война, был изобретён гипердвигатель и позитронный мозг, которые в конце XX века позволили начать колонизацию Солнечной системы. В 2002 году Альфредом Лэннингом был изобретён первый движущийся и разговаривающий робот.
Место действия большинства рассказов — планеты Солнечной системы. По закону всякая эксплуатация роботов была разрешена только за пределами Земли. И действительно, в суровых условиях других планет и астероидов деятельность роботов была особенно оправдана…

## Культурное влияние
Критики отмечают, что образ робота в мировой фантастике в значительной степени сформирован такими произведениями как пьеса Карела Чапека «R.U.R.», где собственно и появилось впервые слово «робот», и рассказы Айзека Азимова.
Впервые появившись в фантастике примерно в 1920-х годах, роботы сразу вышли из-под контроля человека и начали бунтовать. В противоположность этому строгая логика и технократический подход Азимова сделали робота продуктом конвейерной технологии и предсказуемым помощником человека. В Законах роботехники есть свои уязвимости, что заставило впоследствии Азимова их доработать и пересмотреть. Однако законченная концепция поведения робота и понятие робопсихологии значительно повлияли на авторов, которые писали в этом жанре научной фантастики.
Рассказы Азимова оказали значительное влияние на культуру, науку и производство.
- В цикле юмористических фантастических рассказов Бориса Штерна об инспекторе Бел Аморе роботы подчиняются «законам» Азимова[4].
- Название компании U.S. Robotics, производящей модемы, появилось как результат влияния рассказов Азимова на основателей фирмы[5].
- Корпорация iRobot использует название сборника рассказов как торговую марку выпускаемых ею автоматических пылесосов.
- В 1977 году британская рок-группа The Alan Parsons Project выпустила альбом I Robot. Первоначально он должен был называться I, Robot, но Азимов продал название за 10 лет до этого.

## Экранизации
Телевизионные постановки:
- 1962 — Little Lost Robot — 3-й эпизод британского научно-фантастического телесериала-антологии Out of This World, основано на рассказе «Как потерялся робот»;
- 1967 — The Prophet — 13-й эпизод 2-го сезона британского научно-фантастического телесериала-антологии Out of the Unknown, основано на рассказе «Логика»;
- 1969 — Liar! — 2-й эпизод 3-го сезона британского научно-фантастического телесериала-антологии Out of the Unknown, основано на рассказе «Лжец!»[6];
- 1987 — «С роботами не шутят» — 12-й выпуск советской серии телеспектаклей «Этот фантастический мир», основано в том числе на рассказе Азимова «Лжец!»[7].

Фильм «Я, робот» 2004 года хотя и базируется на идеях сборника и законах роботехники, сюжетно ближе к роману «Стальные пещеры» и рассказу «Робот, который видел сны».